# (572) Rebekka
(572) Rebekka – planetoida z pasa głównego asteroid okrążająca Słońce w ciągu 3 lat i 263 dni w średniej odległości 2,4 j.a. Została odkryta 19 września 1905 roku w Landessternwarte Heidelberg-Königstuhl w Heidelbergu przez Paula Götza. Nazwa planetoidy pochodzi od imienia młodej kobiety z Heidelbergu (została zainspirowana literami oznaczenia asteroidy [1905 RB] w imieniu ReBekka). Przed jej nadaniem planetoida nosiła oznaczenie tymczasowe (572) 1905 RB.